# ジョヴァンニ・マルティネッリ

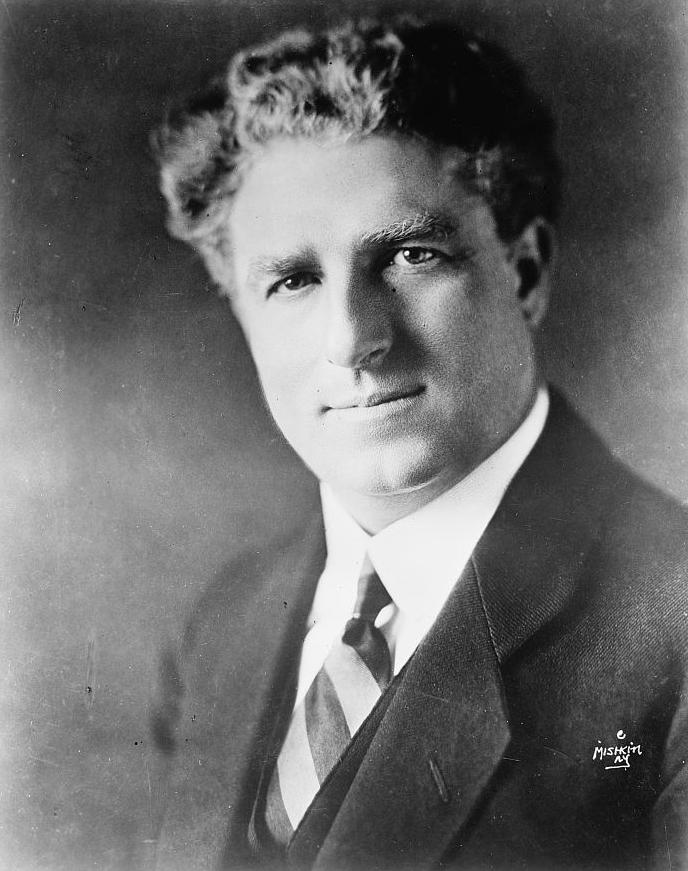
ジョヴァンニ・マルティネッリ

ジョヴァンニ・マルティネッリ（Giovanni Martinelli、1885年10月22日 - 1969年2月2日 ）は、1920年代から1940年代にかけて活躍したイタリアのテノール歌手である。輝かしい高音、ドラマティックな表現にすぐれ、主としてニューヨーク・メトロポリタン歌劇場で活躍した。

## 生涯
ヴェネト州モンタニャーナに建具屋の息子として生まれる。同時代の同郷出身者には、トスカニーニに重用され、ミラノ・スカラ座で活躍したテノール、アウレリアーノ・ペルティーレ（1885年11月9日生）がいる。
マルティネッリは20歳のとき応召し、軍楽隊でクラリネットを吹くことになったが、音楽を学ぶ過程で声楽の才を見出され、除隊後はミラノで声楽の研鑽を積むことになった。オペラの初舞台は1908年、地元モンタニャーナでのヴェルディ『アイーダ』での端役（伝令役）。地方の諸歌劇場への出演の後、1910年12月、ミラノ、ダル・ヴェルメ劇場でのヴェルディ『エルナーニ』題名役での成功からそのキャリアは飛躍の機会を得た。1911年にはプッチーニ『西部の娘』のイタリア初演（ローマ・コスタンツィ劇場）のためのオーディション（プッチーニ、指揮者トスカニーニ、演出家ティート・リコルディ（2世）による審査）に合格、同年6月12日の同初演を成功させた。
1912年にはロンドン・コヴェント・ガーデン王立歌劇場、ミラノ・スカラ座へのデビューを果たし、1913年からはニューヨーク・メトロポリタン歌劇場（メト）のメンバーとして活躍した。メトでは大テノール、エンリコ・カルーソーに後輩として可愛がられ（カルーソーは『道化師』カニオ役の自前衣装をマルティネッリに与えるほどだった）、カルーソーの死（1921年）後、マルティネッリはその後継者としてメトの主要テノール・パートを演じることとなった。
1920年代後半からはドラマティックな声質の役に特化することでその地位を不動のものとした。上述のカニオ役に加えて、プッチーニ『トゥーランドット』カラフ王子役、ヴェルディ『イル・トロヴァトーレ』マンリーコ役、同『アイーダ』ラダメス役、ジョルダーノ『アンドレア・シェニエ』表題役などの評価が高く、特に1937年、52歳のとき満を持して挑戦したヴェルディ『オテロ』表題役は模範的な歌唱とされた。1931年から開始されたメト上演の生中継放送でもマルティネッリは常連の一人であり、上記演目の多くは（音質はしばしば劣悪だが）ライブ録音として残され、その金属的な高音、深い声質の中音域、歌詞の聞き取りやすいディクション（発声）を知ることができる。
リヒャルト・ワーグナーのヘルデンテノール諸役にもマルティネッリは挑戦を熱望しており、実際彼の声質はそれに相応しかったと想像される。シカゴでただ一回、名ソプラノ、キルステン・フラグスタートと共演してワーグナー『トリスタンとイゾルデ』のトリスタン役（もちろんドイツ語）を演じたが、彼の本拠地メトでは同時期に世界最高峰のヘルデンテノール、ラウリッツ・メルヒオールが君臨していたこともあり、マルティネッリにワーグナー・オペラの機会は与えられなかった。
マルティネッリは大恐慌の影響からメトで大幅なギャラ削減が行われた1933年、ヨーロッパの情勢悪化により多くのイタリア人歌手が帰国した1939年のいずれにおいてもアメリカに留まり、第二次世界大戦中もメトで歌い続けた。1913年のデビューから、メトでの最後の舞台1946年までの間、彼は延べ38の演目、926回の舞台を踏み、まさに中心的なテノールとして君臨していた。第一線から退いた1963年11月には、マルティネッリの長年の功績を顕彰し、彼のメト・デビュー50周年記念ガラ・コンサートがメトで催されている。
マルティネッリの最後の舞台は1967年、シアトルでの『トゥーランドット』における皇帝アルトゥーム役であった。82歳のマルティネッリは舞台後の挨拶で
「若い頃、自分は名もない王子（カラフ）を歌った。歳をとったおかげで昇進でき、今や皇帝にまでなることができた。そろそろ退位のときだと思う」
と述べたのだった。
1969年、ニューヨークで亡くなった。84歳。